# Яман (приток Ташлы)
Яман — река в России, протекает по Оренбургской области и Башкортостану. Устье реки находится в 13 км по правому берегу реки Ташла. Длина реки составляет 25 км.

## Данные водного реестра
По данным государственного водного реестра России относится к Уральскому бассейновому округу, водохозяйственный участок реки — Большой Ик. Речной бассейн реки — Урал (российская часть бассейна).
Код объекта в государственном водном реестре — 12010000612112200006092.